# Agelena suboculata
Agelena suboculata är en spindelart som beskrevs av Simon 1910. Agelena suboculata ingår i släktet Agelena och familjen trattspindlar.
Artens utbredningsområde är Namibia. Inga underarter finns listade i Catalogue of Life.